# 威拉德 (新墨西哥州)
威拉德（英語：Willard）是位於美國新墨西哥州托蘭斯縣的村。

## 人口
根據2020年美國人口普查的數據，威拉德的面積為2.39平方千米，皆為陸地。當地共有人口201人，而人口密度為每平方千米84人。